# Comuna Berezivka, Nova Ușîțea
Berezivka (în ucraineană Березівка) este o comună în raionul Nova Ușîțea, regiunea Hmelnîțkîi, Ucraina, formată din satele Berezivka (reședința) și Șebutînți.

## Demografie
Componența lingvistică a comunei Berezivka
     Ucraineană (98,31%)
     Rusă (1,61%)
     Alte limbi (0,08%)
Conform recensământului din 2001, majoritatea populației comunei Berezivka era vorbitoare de ucraineană (98,31%), existând în minoritate și vorbitori de rusă (1,61%).